# Comté de Dawes
Pour les articles homonymes, voir Dawes.
Le comté de Dawes (Dawes county) est l'un des 93 comtés de l'État du Nebraska.
Le siège du comté se situe à Chadron.